# El Pinoral
El Pinoral är en ort i Mexiko.   Den ligger i kommunen Chilapa de Álvarez och delstaten Guerrero, i den södra delen av landet, 210 km söder om huvudstaden Mexico City. El Pinoral ligger 1 970 meter över havet och antalet invånare är 437.
Terrängen runt El Pinoral är kuperad åt nordost, men åt sydväst är den bergig. El Pinoral ligger uppe på en höjd. Runt El Pinoral är det glesbefolkat, med 20 invånare per kvadratkilometer. Närmaste större samhälle är Chilapa de Alvarez, 11,5 km nordost om El Pinoral. I omgivningarna runt El Pinoral växer huvudsakligen savannskog.